# 카라칼파크 자치주

카라칼파크 자치주의 기

카라칼파크 자치주(러시아어:Кара-Калпакская автономная область)1925년부터 1932년까지 러시아 소비에트 연방 사회주의 공화국의 자치주였다. 행정 중심지이자 가장 큰 도시는 투르크쿨이었으며 두 번째로 큰 도시는 현재 카라칼파크스탄의 수도 누쿠스였다. 인구는 304,000(1926년)이었다.